# Laurence Turner
Laurence David Russell Turner est un homme politique et syndicaliste du Parti travailliste britannique, qui est député de Birmingham Northfield depuis 2024.

## Biographie
Turner est le fils de deux professeurs de Nottingham. Il travaille comme assistant parlementaire à la Chambre des communes. En 2017, il travaille au syndicat GMB, en tant que responsable de la recherche et de la politique,.
Turner est choisi comme candidat pour Birmingham Northfield dans un bref délai au début de la campagne des élections générales de 2024, lorsque le candidat désigné, Alex Aitken se retire pour des « raisons personnelles ».